# Made in Italy (film, 2008)
Pour les articles homonymes, voir Made in Italy.
Pour plus de détails, voir Fiche technique et Distribution.
Made in Italy est un film français réalisé par Stéphane Giusti en 2008.

## Fiche technique
- Titre : Made in Italy
- Réalisation : Stéphane Giusti
- Scénario : Stéphane Giusti
- Musique : Lazare Boghossian
- Photographie : Stéphane Cami
- Montage : Fabrice Rouaud
- Production : Denis Carot et Marie Masmonteil
- Société de production : Elzévir Films, France 3 Cinéma, Canal+, CinéCinéma et EuropaCorp
- Société de distribution : Pyramide Distribution (France)
- Pays :  France
- Genre : comédie
- Durée : 86 minutes
- Date de sortie : 
  - France : 2 juillet 2008

## Distribution
- Gilbert Melki : Luca / Antonio
- Caterina Murino : Monica
- Amira Casar : Isabella
- Françoise Fabian : Rosa
- Elli Medeiros : Bijou
- Nadine Alari : Ada Vanini
- Brigitte Roüan : Marie Elizabeth
- Barbora Bobulova : Lilla
- Vittoria Scognamiglio : Iolanda
- Marcello Mazzarella : Paolo Corsicato

## Critique
Sorti en juin 2008, ce film - le troisième long métrage du réalisateur mais sa cinquième réalisation. Dans cet œuvre sont évoqué les tourments d'un écrivain français d'origine italienne, contraint de retourner en Italie pour l'enterrement de son père. Comédie à l'italienne, ce film a suscité une réserve - voire une franche hostilité - d'une partie de la critique, évoquant son caractère trop superficiel, léger. D'autres, au contraire, y ont vu une liberté de ton et un humour décalé qui permettent de jeter un regard très personnel sur l'Italie d'aujourd'hui, entre Silvio Berlusconi et la télévision.